# Отпуск за свой счёт (фильм)
«Отпуск за свой счёт» (венг. Fizetés nélküli szabadság) — советский двухсерийный художественный телефильм, лирическая комедия. Совместное производство кинокомпании «Мосфильм» и телевидения ВНР.
Создан в период, когда ВНР массово поставляла в СССР автобусы марки «Икарус», что нашло отражение в сюжете фильма.

## Сюжет
Катя, воспитательница детского сада из Верхнеярска, приезжает в Москву, чтобы встретиться с молодым человеком по имени Юра, с которым она познакомилась во время его командировки. Она делает, кажется, невозможное, чтобы быть с ним: разыскивает его в огромном городе, получает у заместителя министра отпуск за свой счёт, добивается переноса сроков своей туристической поездки в Венгрию, куда Юра едет в командировку, получает в подарок от французской фирмы необходимый для него прибор (получить который было практически невозможно).
Впрочем, её любовь Юре не нужна, а её настойчивость ему только досаждает. Когда в Венгрии Катя становится победительницей конкурса красоты (с помощью сопровождающей тургруппы Ады Петровны, давшей ей пару советов), Юра, видя, что теряет её, спохватывается. Но уже поздно: в Катю ещё до того влюбился друг и коллега Юры — венгр Ласло. Вскоре Ласло приезжает в Верхнеярск. Финал фильма открытый.

## В главных ролях
- Ольга Мелихова — Катя Котова, воспитательница детского сада
- Игорь Костолевский — Юра (Юрий Петрович) Павлов, инженер-испытатель автобусов
- Миклош Калочаи — Ласло, шофер-испытатель с венгерского завода «Икарус»
- Людмила Гурченко — Ада Петровна, сопровождающая туристской группы

## В ролях
- Елена Романова — Лена
- Владимир Басов — «дядя Миша» Евдокимов, снабженец
- Марианна Стриженова — мать Юры
- Элла Некрасова — мать Лены
- Александр Ширвиндт — Юрий Николаевич
- Любовь Руденко — секретарь Юрия Николаевича
- Любовь Полищук — девушка в пирожковой
- Николай Лебедев — Вадим Сергеевич Орлов, заместитель министра
- Игорь Ясулович — референт Орлова
- Иштван Веленцеи — Фашон, вице-президент французской фирмы PITON
- Вячеслав Тихонов — текст от автора
- Михаил Боярский — камео, друг детства Юры (только в венгерской версии фильма, в советской все сцены с Боярским вырезаны)
- В сцене, действие которой происходит в музее-заповеднике «Коломенское», снимался Ансамбль Дмитрия Покровского

## Съёмочная группа
- Авторы сценария: Валентин Азерников, Андраш Полгар
- Режиссёр-постановщик: Виктор Титов
- Оператор-постановщик: Ференц Марияши
- Художники-постановщики: Виктор Петров, Жолт Ченгери
- Композиторы: Алексей Козлов, Виктор Мате
- Директор фильма: Лазарь Милькис и Имре Фодор.

## Видео
В 1980-е годы в СССР «Видеопрограмма Госкино СССР» начала выпускать этот фильм на видеокассетах. В России в 1990-е годы фильм выпущен на видеокассетах кинообъединением «Крупный план». В 1996 году фильм выпущен на видеокассетах компанией «Видеовосток». В Венгрии на VHS выпускалась венгерская версия фильма.
В России в 2000-е годы фильм выпущен на DVD кинообъединением «Крупный план».